# Giovanni Battista Pescetti
Giovanni Battista Pescetti   (Venècia, 16 d'octubre de 1704 - Venècia, 20 de març de 1766) fou un organista i compositor.
Fill de Giacinto i nebot de Giovanni Battista, ambdós orgueners valuosos, a Venècia estudià una temporada amb Antonio Lotti, condeixeble i amic de Galuppi, que més tard també fou el seu colaborador. Va compondre una missa que fou elogiada per J. A. Hasse i es donà conèixer com a operista amb Nerone detronato (1725), que potser era la revisió d'una òpera d'un altre autor, després d'escriure diverses òperes per Venècia, entre elles Gli odii delusi dal sangue, escrita en col·laboració amb Galuppi (1728). El 1730 fou cridat a roma pel cardenal Pietro Ottoboni, pel qual encàrrec i en el seu palau es representà la festa teatral Costantino Pio en ocasió del naixement del Delfí de França.
Es traslladà a Londres el 1736, en substitució de Nicola Porpora, inserint-se així en la vida teatral i en les polèmiques que contraposaven l'òpera italiana a la de Handel i convertint-se en director de l'Opera of the Nobility el 1737. En la capital anglesa debutà amb Demetrio (ja representada a Venècia, 1732) en el "King's Theater o Haymarket", teatre que més tard passà a dirigir després del Covent Garden. També representà, entre d'altres òperes la pastoral Angélica e Medoro amb l'inter mig L'Asilo d'amore, la serenata Diana ed Endimione i pastitxos amb composicions seves, del seu amic Galuppi i d'altres. Després d'haver de marxar de Londres per culpa de l'hostilitat sorgida contra els italians catòlics, retornà a Venècia el 1745 i es convertia en el segon organista de la Basílica de Sant Marc. Retornà a la seva activitat d'autor de melodrames seriosos, que també es representaren a Florència, Milà i en altres bandes; tancant aquesta activitat amb Zenobia (llibret de Pietro Metastasio, Pàdua, 1761).
El 1762 aconseguí el lloc de segon organista de la capella ducal de Sant marc, en part mercès al suport de Galuppi, que era mestre de capella de la mateixa, lloc al que havia aspirat en va, ja que el 1752 i que va mantenir fins a la seva mort; el 1760 va concórrer, també sense èxit, al lloc de mestre de capella de la catedral, de l'Oratori de "S. Giovanni Battista i de la cort granducal de la Toscana a Florència. Entre 1752 i 1760 sembla que viatjà a Dresden i a Praga per a dirigir òperes seves.
Fou actiu com a professor de composició a Venècia, els seus estudiants més famosos foren Josef Mysliveček (1737-1781) i Antonio Salieri (1750-1825). Encara que el treball de Pescetti consta principalment de treballs operístics, una quantitat considerable de les seves composicions es van escriure per a clavicèmbal, alguns dels quals pretesament realitzats per a orgue, incloent-hi les Sis sonates, compost al voltant de 1756. Avui dia, les seves sonates es toquen generalment en un piano.

## Anàlisi tècnica
Compositor melodramàtic de clara simplicitat, enfront a la complexitat d'un Handel, i d'una habilitat en el tractament vocal que va atraure al seu favor a diversos cantants, autor també d'un oratori, de cantates, de música sacra i apreciat també com a pedagog musical, Pescetti ha passat a la historia, malgrat tot, principalment com a compositor de música instrumental, per a clavicèmbal i per a orgue. Les 9 Sonates per clavicèmbal (publicades a Londres, 1739) s'insereixen en la tradició veneciana il·lustrada especialment per Galuppi; mostren l'evolució de l'estructura bipartida a la tripartida i, segons F. Torrefranca, marquen <<el pas gradual de l'estil lleuger...o galant...del segle XX a l'estil més greu que preludia l'íntim vigor preromàntic de G. B. Platti>>. Se citen també àries preses dels seus propis melodrames i reduïdes per a clavicèmbal sol, o per a veu i continu o per a veu i corda.